# Per amore per vendetta
Per amore per vendetta è una miniserie televisiva italiana.
L'ottimo successo riscosso fu il preludio per una serie TV, intitolata Il commissario e trasmessa l'anno successivo.

## Trama

### Prima puntata
A Genova, il commissario Antonio Cruciani convola a seconde nozze con Silvia. Il figlio Luca, rimasto legatissimo alla madre morta, non perdona al padre quello che reputa un tradimento; gli rinfaccia inoltre di essere sempre stato trascurato da un genitore troppo assorbito dal lavoro che svolge con la massima rettitudine. Per quanto Antonio si sforzi in tutti i modi di comunicargli il suo amore e il dispiacere di non essere riuscito a trasmetterlo, la situazione non migliora. Non accettando la presenza di Silvia, Luca decide di fuggire a Marsiglia con i soldi del poliziotto.
Intanto, a Genova, un gioielliere rimane mortalmente ferito nel corso di una rapina, in seguito alla quale uno dei due malviventi, Michele, uccide il complice e viene arrestato. Il padre, un losco figuro soprannominato "lo sciacallo", cerca invano di scagionarlo addossandosi ogni colpa. La rabbia verso il commissario si traduce così in un desiderio di vendetta i cui particolari verranno svelati solo più avanti.
In Francia, Luca si invaghisce di Nicole, una ragazza che lavora in un locale notturno, sostentandosi con i furti di automobili, ma quando la donna si appresta a partire per un lungo viaggio, la raggiunge nell'albergo genovese in cui alloggia e le chiede di restare. Poco dopo, Nicole viene trovata morta nella stanza.

### Seconda puntata
Luca è accusato del delitto, e il padre, combattuto tra sentimenti e spirito di giustizia, lo fa arrestare, impedendo una fuga che, nei suoi timori, avrebbe comportato grandi rischi per il figlio. A poco a poco, riesce ad ottenere il suo perdono. Nel corso del processo Silvia tenta di fornire un alibi al ragazzo, inventando una relazione amorosa con lui, ma Luca, commosso e spinto dal dovere di dire la verità, nega.
Rimane un'unica possibilità: il commissario svela quanto "lo sciacallo" gli ha rivelato poco tempo addietro. Spinto dalla sete di vendetta, l'uomo ha ordinato l'omicidio di Nicole per costringere Luca alla prigione, in modo che Antonio provi il suo stesso dolore. Poi ha fatto eliminare l'esecutore materiale del delitto e i testimoni.
Nel frattempo il figlio del malvivente muore tentando di evadere, e così, mentre Antonio depone in aula, "lo sciacallo" irrompe armato di pistola confermando la versione di Cruciani e determinato a una feroce vendetta. Mira il figlio, ma il commissario para il colpo. In ospedale viene strappato alla morte, mentre Luca si riconcilia anche con Silvia.

## Produzione e distribuzione
È composta da due puntate, prodotta da Titanus e diretta da Mario Caiano. Andò in onda su Canale 5 nel gennaio 2001. Venne replicata, nel corso degli anni, su molti canali del gruppo (Canale 5, Italia 1, Rete 4, Mediaset Plus, For You, Iris, Mediaset Extra, Italia 2, Mediaset Italia). Nonostante, secondo le rilevazioni statistiche di Auditel, la fiction ottenne ottimi risultati di ascolto che portarono alla successiva serie TV, essa non venne distribuita nel mercato home video; è però disponibile sul catalogo Mediaset Infinity.